# Josef Lense
Josef Lense (Vienna, 28 ottobre 1890 – Monaco di Baviera, 28 dicembre 1985) è stato un fisico austriaco.
Nel 1914 Lense conseguì il suo dottorato sotto Samuel Oppenheim. Dal 1927 al 1928 è stato professore ordinario, dal 1928 al 1946 professore straordinario per la matematica applicata all'Università Tecnica di Monaco e dal 1946 fino al 1961 direttore dell'istituto matematico della stessa università.
Lense, insieme a Hans Thirring, è noto come uno dei due scopritori dell'Effetto Lense-Thirring.

## Pubblicazioni
- (DE)  Lense, J. e Thirring, H. Über den Einfluss der Eigenrotation der Zentralkörper auf die Bewegung der Planeten und Monde nach der Einsteinschen Gravitationstheorie. Physikalische Zeitschrift 19 156-63 (1918) [Sull'influenza della rotazione propria di corpi centrali sui moti di pianeti e lune secondo la teorie gravitazionale di Einstein]
- (DE)  Vorlesungen über höhere Mathematik. Leibniz-Verlag 1948 und weitere Auflagen.
- (DE)  Vom Wesen der Mathematik und ihren Grundlagen. Leibniz-Verlag 1949.
- (DE)  Kugelfunktionen. Geest und Portig 1954.
- (DE)  Reihenentwicklungen in der mathematischen Physik. Verlag de Gruyter 1947, weitere Auflage 1953.
- (DE)  Analytische projektive Geometrie. 1965.